# Micromus jacobsoni
Micromus jacobsoni là một loài côn trùng trong họ Hemerobiidae thuộc bộ Neuroptera. Loài này được Esben-Petersen miêu tả năm 1926.